# Магнус Круг

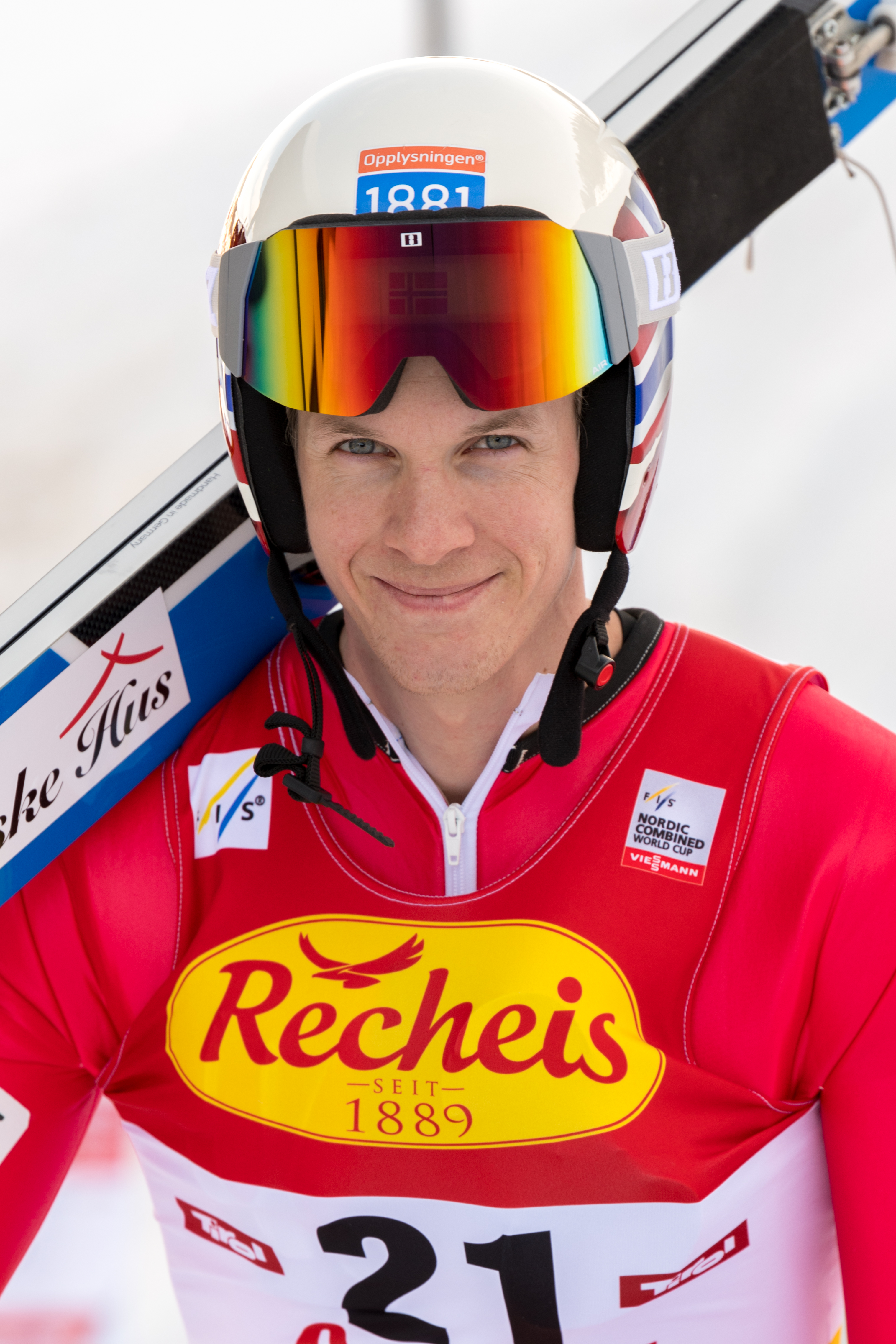

Магнус Круг (норв. Magnus Krog; нар. 19 березня 1987 Порсгрунн, Норвегія) — норвезький лижний двоборець. Бронзовий призер зимових Олімпійських ігор 2014 року в дисципліні середній трамплін + 10 км.